# Antonín Vlach
Antonín Vlach (9. června 1899 – ???) byl český a československý politik Komunistické strany Československa a poslanec Ústavodárného Národního shromáždění a Národního shromáždění ČSR.

## Biografie
Roku 1946 se uvádí jako obchodník, bytem Kyje. V roce 1948 zastával funkci předsedy Ústředního svazu řemesla.
V parlamentních volbách v roce 1946 byl zvolen poslancem Ústavodárného Národního shromáždění za KSČ. V parlamentu setrval do konce funkčního období, tedy do voleb do Národního shromáždění roku 1948. V nich kandidoval ve volebním kraji Brno. Zvolen nebyl, ale do Národního shromáždění nastoupil za KSČ již v červnu 1948 poté, co mandát nepřevzala Josefa Smejkalová. Zasedal zde jen do prosince 1948, kdy rezignoval a nahradil ho Jan Novotný.